# Episodi di The Naked Truth (prima stagione)
La prima stagione della serie televisiva The Naked Truth è stata trasmessa in anteprima negli Stati Uniti d'America dalla ABC tra il 13 settembre 1995 e il 28 febbraio 1996.
| nº | Titolo originale                                                      | Titolo italiano | Prima TV USA      | Prima TV Italia |
| -- | --------------------------------------------------------------------- | --------------- | ----------------- | --------------- |
| 1  | Wilde Again                                                           |                 | 13 settembre 1995 |                 |
| 2  | Bald Star in Hot Oil Fest!                                            |                 | 20 settembre 1995 |                 |
| 3  | Elvis Is Coming!                                                      |                 | 27 settembre 1995 |                 |
| 4  | Woman Jokes While Husband Croaks!                                     |                 | 4 ottobre 1995    |                 |
| 5  | Sex Crazed Sitcom Zombie Gropes Shutterbug (In Midnight Morgue Orgy)! |                 | 18 ottobre 1995   |                 |
| 6  | Hero Pig Goes Hog Wild!                                               |                 | 1º novembre 1995  |                 |
| 7  | Real Life Henry Higgins Turns Dork Into Duke!                         |                 | 8 novembre 1995   |                 |
| 8  | Star and Comet Collide! Giant Bugs Invade!                            |                 | 4 ottobre 1995    |                 |
| 9  | Girl Buys Soup While Woman Weds Ape!                                  |                 | 29 novembre 1995  |                 |
| 10 | Woman Weds Siamese Twins!                                             |                 | 6 dicembre 1995   |                 |
| 11 | Comet Nails Star and Vice Versa!                                      |                 | 13 dicembre 1995  |                 |
| 12 | Sewer Gators, Swordplay, Santa from Hell!                             |                 | 20 dicembre 1995  |                 |
| 13 | Shocking Tales of Hollywood Gunplay!                                  |                 | 3 gennaio 1996    |                 |
| 14 | Woman Loses Space Alien, Finds God!                                   |                 | 10 gennaio 1996   |                 |
| 15 | Man Wakes Up with Stranger in Pants!                                  |                 | 17 gennaio 1996   |                 |
| 16 | The Bubble Show                                                       |                 | 31 gennaio 1996   |                 |
| 17 | Women Rises in World, Falls on Face!                                  |                 | 7 febbraio 1996   |                 |
| 18 | Sisters in Sex Triangle with Gazillionaire!                           |                 | 14 febbraio 1996  |                 |
| 19 | Man Loses Load While Woman Can't Dump!                                |                 | 21 febbraio 1996  |                 |
| 20 | Hollywood Honors Male Prostitute!                                     |                 | 28 febbraio 1996  |                 |